# Brachynarthron allardi
Brachynarthron allardi är en skalbaggsart som beskrevs av Stefan von Breuning 1971. Brachynarthron allardi ingår i släktet Brachynarthron och familjen långhorningar. Inga underarter finns listade.